# اکسکیل فیگروئا
اکسکیل فیگروئا (اسپانیایی: Exequiel Figueroa‎؛ ۱۹۲۴ – ۲۸ دسامبر ۲۰۰۵) بازیکن بسکتبال اهل شیلی بود. وی در بازی‌های المپیک تابستانی ۱۹۴۸ و ۱۹۵۲ شرکت کرده‌است.